# メンフィス・サスペンション鉄道
メンフィス・サスペンション鉄道（メンフィスサスペンションてつどう、英: Memphis Suspension Railway）は、マッド・アイランドのエンターテイメント・パークとテネシー州メンフィス市内中心部を結んでいた、懸垂式モノレールである。マッド・アイランド・モノレール（英: Mud Island Monorail）とも呼ばれる。
1982年7月3日に、モノレールの開通式が行われ、モノレールはウルフ川ラグーンを越えてマッド・アイランドの南端に繋がる歩道橋の下を通っている。
当路線は、スイスで製造し1981年夏に配備された、2両の懸垂式車両を有している。
全長518m (1,700ft)の歩道橋は、1981年6月29日に歩行者に開放された。モノレールは、1982年7月まで運行されていなかった。
車両は内蔵モーターの代わりに、長さ1,067m (3,500ft)の外部ケーブルによって駆動されている。
2両の車両は、ダウンタウン側のフロント・ストリート・ターミナルおよびマッド・アイランド・ターミナル間の平行トラック上を、同時に前後に往復している。
各車両は、最大乗客定員が180人であり、11.3km/h (7mph)の速度で移動している。
船舶の航行する水路に橋を架ける際、アメリカ沿岸警備隊はヘルナンド・デ・ソト橋と同じ桁下高を確保すべきと述べた。
その結果、現在の高さで橋が建設されている。

## 事件および事故
1994年6月19日に、メンフィス州立大学の女子学生シェリー・マックナイト（当時19歳）が1両の車両外側の窓ガラスを清掃中に7.9m下に転落して死亡した。原因は、メンフィス警察による偶発的な取調べによるものであった。彼女の家族は、彼らがメンフィス市に対して起こした訴訟に敗訴した。

## 大衆文化において
1993年の映画『ザ・ファーム 法律事務所』での「ミッチ・マクディーア」はトム・クルーズが演じており、彼を殺そうとする「ザ・ファーム」から逃げるために当鉄道を利用している。